# Nacionalidad tongana

Bandera de Tonga.

Escudo de Tonga.

La nacionalidad tongana es el vínculo jurídico que liga a una persona física con el Reino de Tonga y que le atribuye la condición de ciudadano. Se encuentra regulada por la Ley de Nacionalidad, que fue revisada y enmendada en cinco ocasiones desde su promulgación en 1915.

## Artículado constitucional
La Constitución del Reino no incluye en su articuladouna disposición expresa referente a la nacionalidad o a la ciudadanía, no obstante, la cláusula 29 hace mención a la naturalización de un extranjeroː 
«Cualquier extranjero después de haber residido en el Reino durante cinco años o más puede, con el consentimiento del Rey, prestar juramento de fidelidad y se le pueden otorgar Cartas de Naturalización y todos los sujetos naturalizados tendrán los mismos derechos y privilegios que los nativos, sujetos nacidos en Tonga, con la excepción de que no podrán acceder a los derechos de las asignaciones de impuestos hereditarios».

## Tipos de ciudadanos
La legislación tongana acepta los criterios ius soli y ius sanguinis para la adquisición de la nacionalidad.
- El nacido en Tonga, hijo de padre o madre tonganos.

- El nacido en el extranjero, hijo de padre o madre tonganos[4]
- El nacido en el extranjero, casado con un ciudadano tongano.
- El nacido en el extranjero, nacionalizado tongano.

Una persona nacida en el extranjero de un padre tongano obtiene automáticamente la nacionalidad tongana, incluso si él o ella también tiene la nacionalidad de su país de nacimiento.
En febrero de 2008, dos antiguos ciudadanos tonganos que habían perdido la nacionalidad tras obtener la de otros países fueron los primeros en volver a obtenerla, a través de la enmienda de la Ley de Nacionalidad de 2007. El proceso consiste en presentar una solicitud al Rey, que será revisada por el ministro de Inmigración, y luego hacer un juramento de fidelidad.

## Ciudadanía tongana y de la Mancomunidad
Los tonganos también son ciudadanos de la Mancomunidad de Naciones y, por lo tanto, pueden acceder a ciertos derechos en el Reino Unido, como votar y presentarse a las elecciones. 